# Paul Sieber
Paul Sieber (* 12. Februar 1993 in Wien) ist ein österreichischer Leichtgewichts-Ruderer. Zusammen mit seinem älteren Bruder Bernhard Sieber (* 1990) war er 2013 Universiadesieger im Leichtgewichts-Doppelzweier.

## Werdegang
Paul Sieber begann 2004 mit dem Rudersport. 2008 nahm er im Doppelvierer an den Junioren-Weltmeisterschaften teil und belegte den 19. Platz. 2009 wurde er Zwölfter mit dem Doppelzweier, 2010 und 2011 jeweils Zwölfter mit dem Doppelvierer. 2010 nahm er im Einer an den Olympischen Jugendspielen teil und belegte den fünfzehnten Platz.
Seit 2012 bildet Paul Sieber einen Leichtgewichts-Doppelzweier mit seinem Bruder. 2012 ruderten die beiden in der Qualifikationsregatta für die Olympischen Spiele und belegten den fünften Platz; nur die ersten beiden Boote durften auch in London starten. Bei den U23-Weltmeisterschaften 2012 im litauischen Trakai gewannen die Brüder den Titel. Auch bei den nach den Olympischen Spielen ausgetragenen Europameisterschaften 2012 erreichten Paul und Bernhard Sieber das Finale und kamen als Vierte ins Ziel. 2012 und 2013 waren die Brüder Sieber österreichische Staatsmeister im Doppelzweier. 2013 belegten die beiden den fünften Platz bei den  Europameisterschaften. Im Juli siegten die beiden bei der Universiade in Kasan. Bei den Weltmeisterschaften zum Saisonende erreichten sie den neunten Platz.
2014 belegten Paul und Bernhard Sieber den zwölften Platz sowohl bei den Europameisterschaften als auch bei den Weltmeisterschaften. Im Jahr darauf folgten der elfte Platz bei den Europameisterschaften und der neunte Platz bei den Weltmeisterschaften, wobei die Weltmeisterschaftsplatzierung die direkte Olympiaqualifikation für 2016 bedeutete. Nachdem sie sich durch die Hoffnungsrunde für das Semifinale qualifizierten, scheiterten sie dort am Einzug ins Finale.
Sieber ist aktiver Sportler des Heeressportzentrums des Österreichischen Bundesheers. Als Heeressportler trug er 2020 den Dienstgrad Zugsführer.